# Hermann Hiesgen
Hermann Hiesgen (* 17. Juli 1912 in Hagen; † 19. Mai 1978 in Berlin) war ein deutscher Schauspieler.

## Leben
Hermann Hiesgen studierte erst Theaterwissenschaften in Köln und besuchte anschließend die Folkwang-Schauspielschule in Essen. Über Engagements in Hagen, Düsseldorf, Warburg und Kleve kommt er 1954 an Das Meininger Theater und wird hier durch Regisseure wie Fritz Bennewitz oder Friedo Solter weiter geformt.
Während eines Gastspiels des Meininger Theaters 1958 mit dem Brecht-Stück Die Dreigroschenoper am Berliner Ensemble, hinterließen mehrere Schauspieler, darunter auch Hermann Hiesgen, einen solch starken Eindruck, dass sie bereits kurze Zeit später im Berliner Ensemble besetzt wurden. 1961 wurde er hier fest engagiert.
Vor der Kamera stand er meistens für Fernsehproduktionen.
Verheiratet war er mit Elfriede Hiesgen, die bereits 1954 mit ihm nach Meiningen zog und später nach Berlin folgte. 1962 wurde sie hier die bekannte Kantinenwirtin im Maxim-Gorki-Theater.

## Filmografie
- 1966: Die Tage der Commune (Theateraufzeichnung)
- 1968: Wege übers Land (Fernsehfilm; 2. Teil von 5 Teilen)
- 1969: Wie heiratet man einen König?
- 1971: Rottenknechte (Fernsehfilm, 5 Teile)
- 1971: Optimistische Tragödie (Fernsehfilm)
- 1973: Stülpner-Legende (Fernsehfilm; 5. Teil von 7 Teilen)
- 1974: Der nackte Mann auf dem Sportplatz
- 1974: Der aufhaltsame Aufstieg des Arturo Ui (Theateraufzeichnung)
- 1975: Mein lieber Mann und ich (Fernsehfilm)
- 1975: Polizeiruf 110: Der Spezialist (Fernsehreihe)
- 1976: Polizeiruf 110: Vorurteil?
- 1977: Polizeiruf 110: Vermißt wird Peter Schnok
- 1977: Du und icke und Berlin (Fernsehfilm)
- 1977: ...inklusive Totenschein (Fernsehfilm)

## Theater
- 1963: Bertolt Brecht: Schweyk im Zweiten Weltkrieg (Bullinger) – Regie: Erich Engel/Wolfgang Pintzka (Berliner Ensemble)
- 1965: Heinar Kipphardt: In der Sache J. Robert Oppenheimer (Bethe) – Regie: Manfred Wekwerth/Joachim Tenschert (Berliner Ensemble)
- 1966: Sean O’Casey: Purpurstaub (Cyril Podes) – Regie: Hans-Georg Simmgen (Berliner Ensemble)
- 1967: Bertolt Brecht: Der Brotladen (Brecht-Abend Nr. 4) – Regie: Manfred Karge/Matthias Langhoff (Berliner Ensemble)
- 1967: Bertolt Brecht: Die Tage der Commune (Papa) – Regie: Manfred Wekwerth/Joachim Tenschert (Berliner Ensemble)
- 1969: Helmut Baierl: Johanna von Döbeln (Lobstett) – Regie: Manfred Wekwerth/Helmut Rabe (Berliner Ensemble)
- 1969: Wsewolod Wischnewski: Optimistische Tragödie (Bootsmann) – Regie: Isot Kilian/Klaus Erforth/Alexander Stillmark (Berliner Ensemble)
- 1974: Jakob Michael Reinhold Lenz: Der Hofmeister (Schulmeister Wenzeslaus) – Regie: Peter Kupke (Landestheater Halle)

## Hörspiele
- 1966: Bertolt Brecht: Das Verhör des Lukullus – Regie: Kurt Veth (Hörspiel – Rundfunk der DDR)
- 1966: Denis Diderot: Die Nonne – Regie: Edgar Kaufmann (Rundfunk der DDR)
- 1969: Claude Prin: Potemkin 68 (Werkmeister) – Regie: Edgar Kaufmann (Hörspiel – Rundfunk der DDR)
- 1969: Ralph Knebel: Rücksicht auf einen Brigadier (Arthur) – Regie: Edgar Kaufmann (Rundfunk der DDR)
- 1974: Hans Siebe: Die roten Schuhe (Mann) – Regie: Barbara Plensat (Kriminalhörspiel – Rundfunk der DDR)
- 1975: Erik Knudsen: Not kennt kein Gebot oder der Wille Opfer zu bringen (Larsen) – Regie: Peter Groeger (Hörspiel – Rundfunk der DDR)
- 1975: Horst-Ulrich Semmler: Bereitschaftsdienst (Herr Purfürst) – Regie: Maritta Hübner (Kinderhörspiel – Rundfunk der DDR)
- 1976: Robert Soulat: Malembreuse oder Die übertriebene Höflichkeit (Monsieur Tartre) – Regie: Peter Groeger (Hörspiel – Rundfunk der DDR)
- 1976: Hans Skirecki: Hinter Wittenberge (Herr Wiesecke) – Regie: Barbara Plensat (Hörspiel – Rundfunk der DDR)
- 1976: Antonio Skármeta: Die Suche (Daniel) – Regie: Joachim Staritz (Hörspiel – Rundfunk der DDR)
- 1977: Carlos Coutinho: Die letzte Woche vor dem Fest (Alter Mann) – Regie: Helmut Hellstorff (Hörspiel – Rundfunk der DDR)